# Avenida Winston Churchill (Santo Domingo)
La Avenida Winston Churchill es la avenida más importante del polígono central del Distrito Nacional en la República Dominicana. En esta avenida se encuentran los principales centros comerciales y negocios del Distrito Nacional, además de atracciones y espacios culturales.

## Historia
Antes de la urbanización de la zona, el espacio de esta vía lo ocupaba un camino que comunicaba los búnkeres del polvorín del Ejército dominicano, que se encontraba en el área. Ya para las celebraciones de la Feria de la Paz y Confraternidad del Mundo Libre se construyó el primer tramo de la avenida, que se inauguró el 20 de diciembre de 1955 y fue bautizado en honor al cardenal Francis Spellman. Posteriormente el 15 de junio de 1962, muerto el dictador Rafael Leónidas Trujillo, el Ayuntamiento del Distrito Nacional rebautizó la zona de 500 mil metros cuadrados conocida como "La Feria" con el nombre de "Centro de los Héroes de Constanza, Maimón y Estero Hondo" y nombró a esta avenida de 6 carriles, 3 en cada sentido, que era delimitada al norte por la antigua Carretera Sánchez y al sur por la avenida George Washington, hoy Avenida 30 de mayo, con el nombre de "Enrique Jiménez Moya" en honor a un héroe de la gesta anti-trujillista del 1959.
Durante el gobierno de Joaquín Balaguer se construyó una avenida más pequeña con una extensión de 2.4 kilómetros, rompiendo los esquemas de planificación urbana realizados por ingenieros y arquitectos mundialmente famosos durante la dictadura de Rafael Leónidas Trujillo. El 12 de mayo de 1968 en una ceremonia que contó con la presencia del Embajador del Reino Unido Ian Wright se inauguró esta avenida y se bautizó con el nombre del primer ministro británico Winston Churchill por quién Joaquín Balaguer sentía una enorme devoción.
Esta nueva vía de 8 carrilles, 4 en ambos sentidos, acompañados de una amplia arbolada en el centro y un paseo adoquinado era delimitada al norte por la Autopista Juan Pablo Duarte y al sur por la Avenida Sarasota donde comenzaba la Avenida Enrique Jiménez Moya, posteriormente se redujo hasta la intersección de la Avenida 27 de Febrero.
A ambos lados de la Avenida Winston Churchill se construyeron barrios de clase media-alta y media-baja desde finales de 1970. Los terrenos en dichas zonas comenzaron a tomar valor con la construcción del "Multicentro Churchilll - La Sirena en el 1990 y otras atracciones de comida, bebida y ocio. Sin embargo en la década del 2000 con la construcción del centro comercial, en su momento, más grande del país y nuevas atracciones para compras los terrenos alcanzaron valores mucho más altos. Se comenzó la construcción de torres de apartamentos aunque ya existían algunas edificaciones de tres y cuatro niveles.

## Atracciones

### Paseo de la fama
En un tramo de la avenida se encuentra el "Boulevard de las Estrellas" inspirado en el Paseo de la Fama de Hollywood, en este están plasmadas las manos junto a estrellas de importantes artistas como Juan Luis Guerra, Ángela Carrasco, Freddy Beras Goico, Julio Iglesias, Óscar de la Renta entre otros.

## Problemas

### Tráfico
Hoy en día entre los tramos comprendidos desde las intersección con la calle Charles Summer hasta la intersección con la calle Roberto Pastoriza los barrios que se encuentran a ambos lados de esta avenida se encuentran arrabalizados y el tráfico se torna muy pesado en horas pico, debido al alto flujo de personas entrando y saliendo por calles y avenidas que no se estructuraron para dichos fines.

### Servicios
La vía cuenta con la mayoría de los servicios que los ciudadanos utilizan debido a la presencia de las plazas comerciales, sin embargo, urge la necesidad de la construcción de servicios médicos y hospitalarios aledaños a esta zona debido a que el hospital más próximo se encuentra a 5 kilómetros de distancia desde la parte central de la avenida.

## Características Técnicas
La Avenida Winston Churchill es una avenida de 8 carriles de asfalto, 4 en dirección sur-norte y 4 en dirección norte-sur delimitada por la Avenida 27 de Febrero al sur y al norte por el tramo del kilómetro 6/12 de la Autopista Juan Pablo Duarte para una longitud total de 2.4 kilómetros. En el centro está adornada con una arbolada en una isleta adoquinada y una ciclovía. Entre la Avenida 27 de febrero y la Autopista Juan Pablo Duarte existen 19 intersecciones y en total existen 9 semáforos.